# Dm-crypt
dm-crypt je software pro šifrování disku (jednotlivých oddílů, logických oddílů …), součást linuxového jádra od verze 2.6 a jádra DragonFly BSD. V rámci linuxového jádra je nástupcem softwaru cryptoloop a na rozdíl od něj podporuje pokročilé provozní režimy blokových šifer jako XTS, LRW a ESSIV. Obvykle je používán s nadstavbou LUKS (Linux Unified Key Setup), jež se stará o správu hesel či klíčů. Technicky je dm-crypt implementován jako jaderný modul naprogramovaný v Céčku, který je uvolněn pod licencí GNU GPL a jedná se tedy o svobodný software.
Ve výkonnostním testu serveru Phoronix vycházel k roku 2018 LUKS/dm-crypt vesměs výkonnější než šifrování pomocí eCryptfs nebo fscrypt.